# Plouézec
Plouézec é uma comuna francesa na região administrativa da Bretanha, no departamento Côtes-d'Armor. Estende-se por uma área de 27,83 km². Em 2010 a comuna tinha 3 209 habitantes (densidade: 115,3 hab./km²).